# Willibald von Dirksen

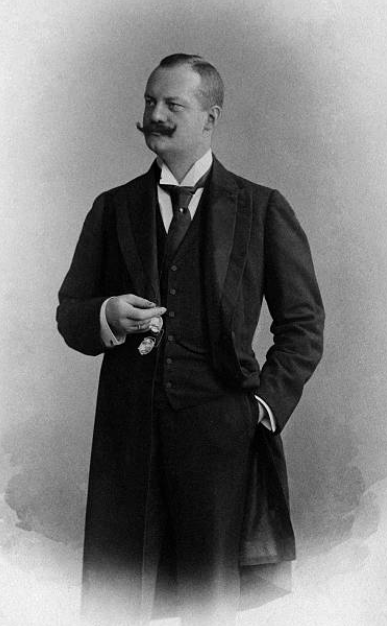
Willibald von Dirksen, 1903. Fotografie von Julius Cornelius Schaarwächter

Karl Ernst Eduard Willibald Dirksen, seit 1887 von Dirksen (* 23. Dezember 1852 in Berlin; † 3. Juni 1928 auf Gut Gröditzberg (Landkreis Goldberg, Niederschlesien)) war Gutsbesitzer, Jurist, kaiserlich deutscher Gesandter, Politiker (Freikonservative Partei) und Kunstsammler.

## Familie

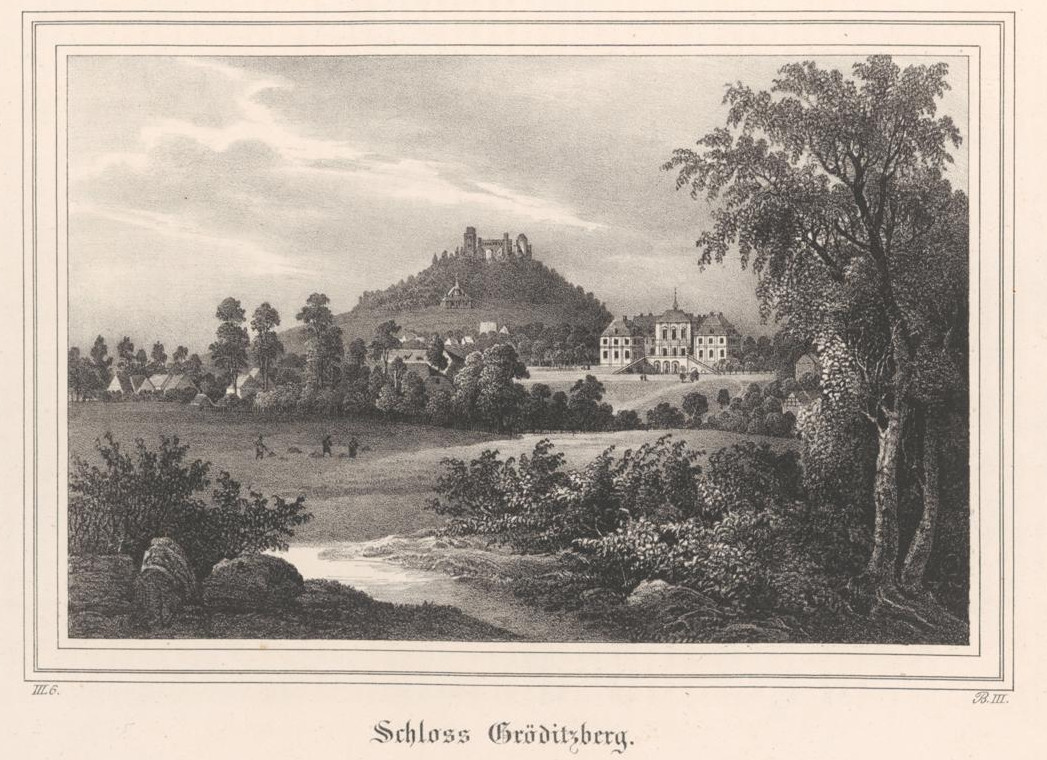
Schloss Gröditzberg, 1842

Er entstammte einer westpreußischen Familie, die mit Claes Dirksen (* 1605) in Danzig (1681) die Stammreihe beginnt.
Dirksen heiratete in erster Ehe am 12. August 1880 in Rolandseck am Rhein bei Oberwinter (Landkreis Ahrweiler) Maria Helene Elisabeth, gen. Ella Schnitzler (* 27. Oktober 1860 in Köln; † 14. Januar 1916 in Berlin), die Tochter des Bankiers und königlich-preußischen Geheimen Kommerzienrats Eduard Schnitzler aus der Kölner Bankiersfamilie Schnitzler und Mitinhaber des Kölner Bankhauses J. H. Stein, und der Maria vom Rath.
In zweiter Ehe heiratete er am 1. Juni 1918 in Berlin Viktoria von Laffert die Tochter des Gutsbesitzers August von Laffert. Sie war in erster Ehe mit dem Gutsherrn Olof von Paleske verheiratet gewesen.
Am 25. April 1887 wurde Dirksen in den preußischen Adelsstand erhoben.
Sein ältester Sohn war der deutsche Botschafter Herbert von Dirksen (1882–1955).

## Leben
Dirksen war königlich preußischer Rittmeister der Landwehr-Kavallerie und Gutsherr auf den Gütern Jessen (Landkreis Spremberg) und Gröditzberg.
Er studierte an der Universität Bonn Rechtswissenschaften. 1873 wurde er Mitglied des Corps Palatia Bonn. Im Jahr 1875 wurde er Gerichtsreferendar, 1880 Assessor und war von 1880 bis 1896 Mitglied der Disziplinarkammer in Potsdam. 1881 trat er in den diplomatischen Dienst ein, war 1882/83 am Generalkonsulat in London tätig und ab 1884 im Auswärtigen Amt. 1886 wurde er Legationsrat, 1888 Wirklicher Legationsrat und Vortragender Rat und 1892 kaiserlich deutscher Geheimer Legationsrat. 1894 war er deutscher Delegierter bei den Beratungen über internationales Privatrecht in Den Haag. 1902 wurde er beurlaubt und 1903 als Gesandter zur Disposition gestellt. Im Jahr 1911 wurde er königlich preußischer Wirklicher Geheimrat. Von 1911 bis 1921 war Dirksen Mitglied des Senats der Kaiser-Wilhelm-Gesellschaft.
Im Ruhestand saß er 1903–1912 im Reichstag (Deutsches Kaiserreich), 1904–1913 Mitglied des Preußischen Abgeordnetenhauses (Zweite Kammer) für die Reichs- und Freikonservative Partei (RFKP) sowie 1914–1918 Mitglied des Preußischen Herrenhauses (Erste Kammer).